# Siena College (CDP, New York)
Siena College est une census-designated place du comté d'Albany, dans l'État de New York, aux États-Unis. En 2020, elle compte une population de 2 281 habitants.